# Fish Cheer

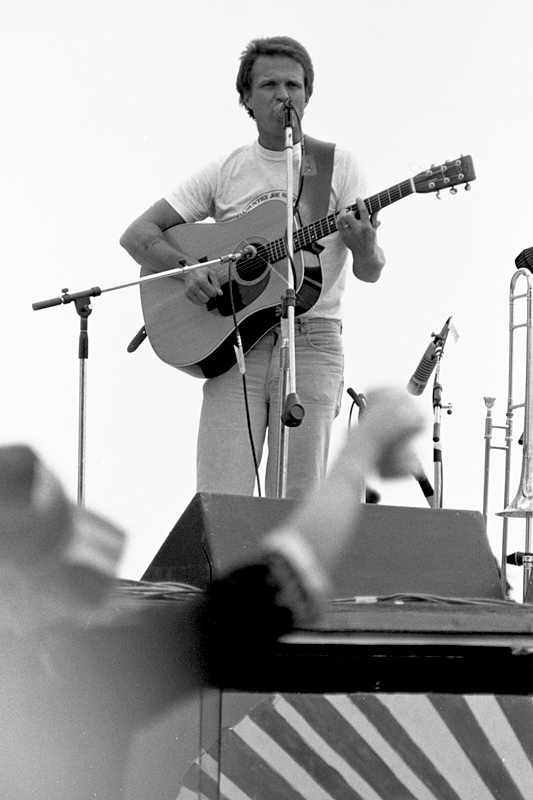
Country Joe McDonald, 1979

Der Fish Cheer (der „Fisch-Jubel“) ist ein Sprechgesang und spielerischer Dialog der US-amerikanischen Psychedelic- und Folkrockband Country Joe and the Fish aus dem Jahr 1965. Er wurde von der Band im Allgemeinen als Einleitung zu dem Protestlied I-Feel-Like-I’m-Fixin’-to-Die Rag verwendet. Eine spätere Variante des Fish Cheer, der sogenannte Fuck Cheer, wurde Ende der 1960er und Anfang der 1970er Jahre in den USA äußerst kontrovers beurteilt und teilweise unter Strafe gestellt.

## Der Fish Cheer
Der Fish Cheer wurde von Country Joe McDonald nach der Art der amerikanischen Cheerleader geschrieben und in der Regel von ihm selbst gespielt. Dazu rief er zunächst in das Publikum „Give me an F!“ (Gebt mir ein F!), um das Publikum zu veranlassen, im Chor „F!“ zu rufen, was es auch tat. Anschließend verlangte er auf die gleiche Art nacheinander ein „I“, ein „S“ und ein „H“, woraufhin er auch diese Buchstaben erhielt. Zum Abschluss stellte er die Frage „What’s that spell?“ (Was wird da buchstabiert?). 
Das Publikum rief nun, häufig aus Leibeskräften, den gewünschten Namen „Fish“ aus, der ein Bestandteil des Bandnamens Country Joe and the Fish ist. Jetzt wiederholte McDonald immer wieder seine Frage „What’s that spell“, damit der gewünschte Name noch lauter vom Publikum zurückkam. Während dieser Wiederholungen setzte dann üblicherweise der Rest der Band mit dem Stück I-Feel-Like-I’m-Fixin’-to-Die Rag ein. Wegen der Einbeziehung des Publikums war der Fish Cheer gut geeignet, die Aufmerksamkeit des Publikums für den nachfolgenden Titel zu steigern.

## Der Fuck Cheer
Nachdem Country Joe and the Fish 1967 die zwei ersten Alben herausgebracht hatte und der Fish Cheer auf vielen Konzerten und Tourneen verwendet worden war, schlug der Schlagzeuger Chicken Hirsh vor, dem Fish Cheer eine „ausdrucksvollere Note“ zu geben. Das Wort „Fish“ wurde erstmals beim New Yorker Shaefer Beer Festival durch den in den USA verpönten Vulgarismus „Fuck“ ersetzt.
Damit wurde ein Tabu gebrochen. Für weite Kreise der amerikanischen Gesellschaft war die Verwendung dieses Ausdrucks in der Öffentlichkeit nicht tolerierbar. Andererseits fand die damalige Protestbewegung darin ein geeignetes Feld für den Ausdruck ihres Protestes. Deshalb kam die neue Variante des Fish Cheer beim Publikum gut an, die Band wurde jedoch unverzüglich vom Festival verwiesen. Eine Einladung zu einem geplanten Fernsehshowauftritt wurde storniert, man bat die Band, die gezahlte Gage zu behalten, aber nicht zu der Show zu erscheinen.
In den USA stand dieses gesellschaftliche Tabu als schutzwürdiges Gut der öffentlichen Ordnung unter strengem Schutz – die Polizei schenkte dem Anliegen, die Verwendung des Vulgarismus „Fuck“ zu verhindern, große Aufmerksamkeit. Konzerte wurden mit großem Polizeiaufgebot überwacht, wobei es angeblich der Polizei selbst untersagt war, das Wort „Fuck“ für dienstliche Zwecke zu verwenden (so z. B. für die Vorwarnung Verdächtiger, dass die Verwendung dieses Wortes geahndet werden wird).

## Der Fuck Cheer in Woodstock
Country Joes berühmter Auftritt 1969 beim Woodstock-Festival vor etwa 300.000 Zuschauern war nicht eingeplant. Um die Umbaupause zu überbrücken, wurde er dazu überredet, die Bühne zu betreten. Zunächst war er angesichts der riesigen Zuschauermenge überwältigt vom Lampenfieber. Dann bemerkte er, dass die meisten sich miteinander unterhielten und kaum jemand zuhörte. Er begann mit „Give me an F!“, worauf die Menge ihm sofort ihre ungeteilte Aufmerksamkeit schenkte.

## Folgen
Im Zusammenhang mit der Verwendung des Fuck Cheer in Worcester (Massachusetts) verbüßte McDonald 1970 eine Gefängnisstrafe wegen Anstiftung des Publikums zu unzüchtigem Benehmen. Wegen der Ausbreitung der Spielverbote in den USA spielte die Band vermehrt in Staaten mit liberalerer Handhabung des Vulgarismus-Problems und kam damit auch viel nach Europa. Auch heute noch findet das Tabu in den USA verbreitete Anerkennung.

## Diskografie
Auf dem Album I-Feel-Like-I’m-Fixin’-To-Die sind alle fünf Bandmitglieder nacheinander am Fish-Cheer-Sprechgesang beteiligt. Da es sich um eine Studiofassung handelt, antworten an Stelle des Publikums einige Mitarbeiter von Vanguard Records.
Der Fuck Cheer findet sich auf dem Woodstock-Soundtrack wieder. Bei anderen veröffentlichten Aufnahmen wird in der Regel der Fish Cheer verwendet.